# Cua de prioritats
Una cua de prioritats en informàtica, és una estructura de dades amb comportament similar al de les cues, amb la diferència que els elements amb més prioritat passen al davant de la cua.
Les operacions habituals sobre una cua de prioritats són:
- Les habituals dels contenidors:
  - Una operació per comprovar si una cua està buida.
  - Una operació per obtenir el nombre d'elements que conté la cua
- Les específiques d'una cua de prioritats:
  - Un constructor que crea una cua de prioritats buida
  - Una operació per afegir un nou element al final de la cua, associant-hi una prioritat
  - Una operació per obtenir (i eliminar) l'element del cap de la cua, això és, l'element amb la prioritat més alta